# شهر فرفیلد
شهر فرفیلد (به انگلیسی: City of Fairfield) یک منطقهٔ مسکونی در استرالیا است که در نیو ساوت ولز واقع شده‌است.